# Samuel J. Mustol
Samuel Joseph Mustol (San Mauro Cilento, 14 september 1875 – Alameda (Californië), 6 september 1962) was een Italiaans-Amerikaans componist, muziekpedagoog en kornettist.

## Loopbaan
Veel is over deze Italo-Amerikaan niet bekend. In 1889 vertrok hij met zijn ouders naar de Verenigde Staten. Mustol bespeelde verschillende muziekinstrumenten, bijvoorbeeld het kornet, de viool en het piano. Meerdere jaren was hij lid (kornettist) in het harmonieorkest van John Philip Sousa. Verder musiceerde hij in het Los Angeles Philharmonic Orchestra, dat toen onder leiding stond van Henry Walter Rothwell. Hij was als docent en muziekleraar bezig aan de "Santa Ana Jr. College and High School". Verder was hij directeur van de muziekafdeling aan de Universiteit van Santa Clara. 
Als componist werd hij bekend met zijn meer dan 400 werken voor orkest en vooral voor harmonieorkest, maar ook kamermuziek.

## Composities

### Werken voor orkest
- 1927 In the Land of the Missions, ouverture
- 1928 Mission Belles, wals
- 1929 The Royal Highway (El Camino Real), ouverture

### Werken voor harmonieorkest
- 1922 The Mission play of Santa Clara
- 1927 In the Land of the Missions, ouverture
- 1927 Sunnyland, ouverture
- 1928 Mission Belles, wals
- 1929 The Royal Highway (El Camino Real), ouverture

### Muziektheater

#### Operette
- The Village Squire

### Werken voor piano
- We'll Fight For Yankee Doodle